# Александровский, Николай Семёнович
Николай Семёнович Александровский (1815—1882) — русский врач, доктор медицины.

## Биография
Родился в 1815 году.
В 1836 году окончил медицинский факультет Московского университета лекарем 1-го отделения; 13 декабря 1839 года получил в Московском университете степень доктора медицины за диссертацию «De haphaloraphia», после чего определился врачом во 2-ю артиллерийскую бригаду 2-й дивизии. В 1843 году он занял место особого врача имений Сухово-Кобылина в Ярославской и Тульской губерниях.
С 1844 года был сверхштатным врачом Московской полицейской арбатской части, а в 1845 году был принят сверхштатным врачом Московской больницы для чернорабочих, а после увольнения из полицейского ведомства принят штатным ординатором её сифилитического отделения. В 1863 году он состоял также врачом Театральной дирекции и в попечительстве о бедных.
В «Летописях Московского хирургического общества» за 1874—1880 годы было помещено несколько его статей, в их числе: «О перевязывании ран», «О благотворном влиянии холодных обертываний на септическую лихорадку», «Два случая консервативного лечения осложненных переломов» и др.
Умер в 1882 году.